# VP5
On2 TrueMotion VP5 es un códec de vídeo propietario, desarrollado por On2 Technologies. El 21 de febrero de 2002 se publicó una versión de prueba de lo que era su adelanto más nuevo en la compresión vídeo.

## Introducción
On2 VP5 es el sucesor del códec VP4 para estar a la vanguardia de los estándares de vídeos de la época. On2 decía que el VP5 ofrecía hasta un 50% de mejoras con respecto al VP4. El códec VP5 fue sustituido por el VP6 un año después.
Cuando el códec se encontraba en beta, para demostrar su calidad, On2 creó un plugin para RealPlayer, el cual todavía se encuentra disponible.
Las pruebas internas de la compañía decían que el VP5 superaba al estándar propuesto H.26L (incluso con todas las funciones avanzadas activadas) en calidad y desempeño mientras se mantenía una complejidad baja al decodificar y codificar.
"VP5 puede hacer a 340k lo que VP4 hace a 500k y otros códecs propietarios hacen a 600k," indicó Douglas A. McIntyre, presidente y CEO de On2 Technologies.

## Eventos
- El 1 de mayo de 2002, On2 publica la versión de producción del VP5.
- El 29 de octubre de 2002, On2 anunció una versión de prueba del decodificador VP5 hecho en Java el cual expande el uso de VP5 a todas las plataformas que soporten Java.
- La ABC y la BBC licenciaron la tecnología VP5 para usarse en la "vida real", para transmitir vídeos de los periodistas a sus estudios de televisión.
- En 2003 Beijing E-world y On2 Technologies anunciaron la inclusión del VP5 y el VP6 en el DVD chino EVD para ofrecer películas de vídeo de alta calidad.
- En 2004 On2 anunció que el MPlayer, un reproductor para linux, soportaba la decodificación del VP5 y el VP6